# Brough (Bigga)

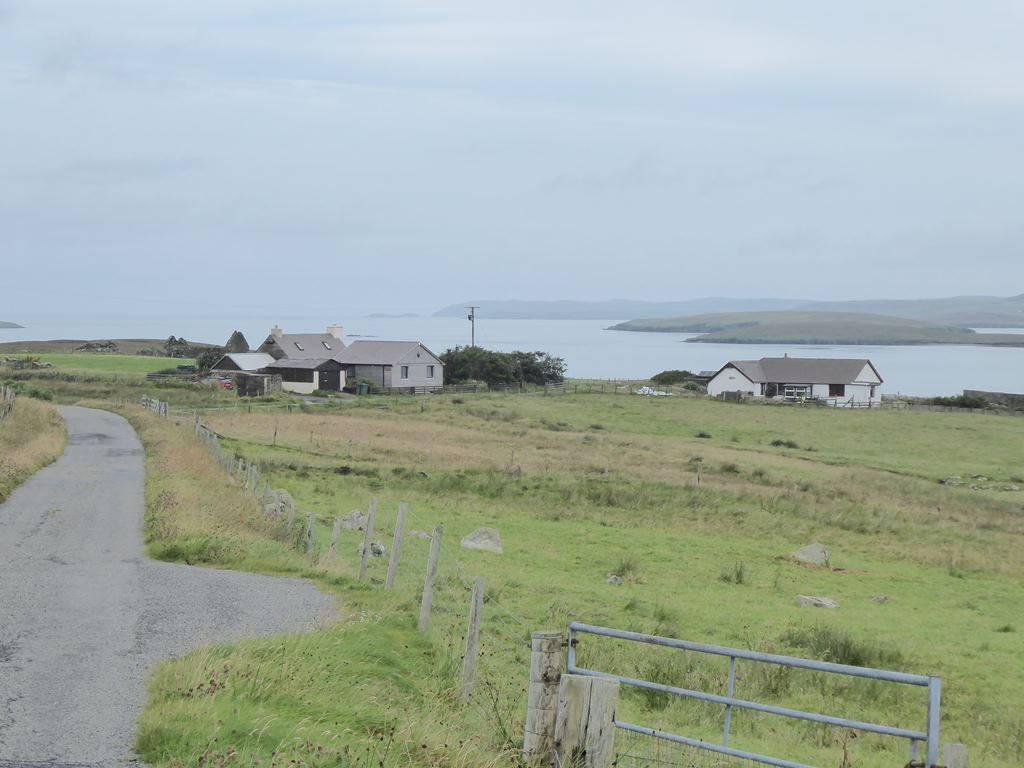
Blick über die Häuser aufs Meer

Brough ist eine Ortschaft, die in Schottland im Norden der Shetlandinseln liegt.

## Geographie
Brough ist eine kleine, einsam gelegene und teilweise verlassene Ortschaft im Norden von Mainland. Es liegt westlich, etwas erhöht, über dem Yell Sound. In ihm befindet sich die Insel Bigga in der Nähe. Nicht weit entfernte Landspitzen an der Küste sind Fugla Ness im Osten und Mio Ness im Nordwesten. Nach Mossbank sind es zweieinhalb Kilometer im Südosten. Auf dem Weg dorthin kommt man durch Toft.

## Historisches
Im Rahmen der historischen Gliederung Schottlands in Civil Parishes zählt Brough zu Delting.